# 闇のパープル・アイ
『闇のパープル・アイ』（やみのパープル・アイ）は、篠原千絵による日本の漫画作品。週刊少女コミック1984年～1986年に連載。単行本は全12巻、文庫版全7巻。第32回小学館漫画賞少女部門受賞。1996年、テレビ朝日系列にてテレビドラマ化された。

## あらすじ
主人公・尾崎倫子は、人から豹に変身する変身人間の血を引いていた。父と妹、そして幼なじみで恋人の慎也との平穏な生活は、自身の能力の覚醒により一変する。
生物教師・曽根原薫子は、変身人間の存在を知らしめようとして学界から追放された父の名誉を回復しようと、倫子ら変身人間を狙っていた。目的のためなら殺人や拷問など非道な事を平気で行う曽根原。
倫子の最後の抵抗によって一度は退いた曽根原だったが、倫子ともう一人の変身人間・小田切との間に生まれた娘・麻衣を狙い始める。純血種である彼女は、より高い能力を持っていた。倫子と麻衣、母娘二代に渡る曽根原薫子との戦いを描く。

## 登場人物
尾崎 倫子（おざき りんこ）
第1部の主人公。私立白陽高等学校1年生の16歳で、5月28日生まれの双子座。血液型はA型。身長159cm・体重46kg。
金髪のロングヘアで、どこにでもいるようなごく普通の女の子だったが、紫色の瞳を持つ黄金の豹に変身する変身人間であったことから平穏な日々は一転し、曽根原との戦いの日々を送ることになる。変身人間の痣は左腕。
変身人間という事実や曽根原の執拗な追跡に苦悩し、生きる事を幾度となく諦めかけるものの慎也や麻衣を心の支えとして成長していく。
度重なる変身で自らの寿命が削られていく中、慎也と麻衣を守るため、最後の力を振り絞り曽根原と共に崖から落ちて生死不明となるが、生きていた曽根原と一族の手によりコールドスリープで15年前の姿のまま捕らわれてしまう。
曽根原たちに操られる形で麻衣達と敵対し、麻衣を誘き出すための人質としても使われ、麻衣と暁生の手により助け出された事で15年ぶりに麻衣との再会を果たすが、別行動をしていた慎也とは生きて再会する事が叶わなかった。コールドスリープで留められていた寿命も刻一刻と近づく中、麻衣を暁生に託す形で逃がし、自身は燃え盛る炎の中で慎也の遺体と共にその生涯を閉じた。
倫子という名前は変身する動物が初めはリンクスの予定だったことから。
水島 慎也（みずしま しんや）
倫子に「慎ちゃん」と呼ばれている倫子の幼なじみであり恋人。口は悪いが根は優しく、倫子や麻衣の事を第一に考えている。
私立白陽高等学校3年生の17歳で10月15日生まれのてんびん座。血液型はO型。身長179cm・体重66kg。。
女性陣からはイケメンとして扱われる事が多く、人気も高いが慎也本人は倫子一筋であり、倫子が変身人間である事を知っても、その思いは変わらなかった。第1部の終盤で倫子と結婚し、麻衣の養父となる。
15年後では医者をしながら、独自に変身人間の研究をしている。普段は落ち着いた父親として麻衣や暁生に接しているが、麻衣に何かあった際は取り乱したり、曽根原と相対する時は15年前のように力尽くな行動に出る事もある。
ある日、曽根原から送られてきた倫子の髪の一部から、倫子が生きていると知り救出に向かうが、曽根原の拳銃に撃たれ、倫子との今生の再会が叶わぬまま息絶える。
劇中の慎也は倫子や麻衣を守るために曽根原を殺そうとする場面が2回あるが、どちらも手にかける直前で失敗している。この行為に対し、15年前の曽根原は「その甘さが命取りになる」と評した。
劇中で判明している家族関係は父親と母親の2人だが、第1部の慎也はアパートで一人暮らしをしていた事もあって、劇中で彼らが姿を見せるシーンは第2部も含めてない。小説版では叔父である水島先生が登場している。
名前の由来は『ビルマの竪琴』の水島上等兵であり、僧侶服を着た慎也のイラストともどもコミックスの余白描き下しで書かれている。
曽根原 薫子（そねはら かおるこ）
白陽高校の生物担当の教師。初登場時27歳で11月4日生まれのさそり座。血液型はO型。身長166cm・体重は極秘。
教授であった父の意思を継いで変身人間の研究に執着し、倫子、麻衣と親子2代にわたって付け狙う。研究のためなら人殺しも厭わない残忍な性格であり、倫子にとっては妹・舞子の仇（小説版およびドラマ版では、父・巧介も）でもある。
倫子たち変身人間の事は人間としては見ておらず実験動物の類として扱っており、自分の意に沿わなければ倫子や麻衣が相手でも殺そうとする。特に倫子に対しては15年前に負わされた大怪我から逆恨みを起こす程である。
倫子の運命を自分勝手に狂わせた張本人ではあるが、変身人間への強い執着は終始一貫しており、彼女もある意味では変身人間に人生を狂わされた存在と言える。
小説版では祖父が軍人であった事から様々な銃火器を使用している。父親とはあまり仲が良くなく、変身した小田切に父親が殺されそうになっても顧みる事なく見捨てている。なお、薫子本人は一族をスポンサーに付けつつ、自身のやり方で変身人間の存在を世間に発表しようとしていた。
ドラマ版では森島由佳を姪に持つ。名前の由来は篠原の友人の漫画家の名前から。ただし、性格は篠原本人だとも言われている。
小田切 貢（おだぎり みつぐ）
紫色の瞳を持つ巨大な黒豹に変身する変身人間。初登場時24歳で2月14日生まれのみずがめ座。血液型はB型。身長187cm・体重79kg。
麻衣の実父であり、フリーのジャーナリスト。普段は色付き眼鏡で瞳の色を隠している。変身人間の痣は左肩の後ろ。
豹としてのパワーは変身した倫子を圧倒し、一般人が相手ならまず負けない程に強い。劇中でも自身の邪魔になる存在であれば、一般人であろうと容赦なく手にかけていた。
表向きは白陽高校の周囲で起こった殺人事件と生徒失踪事件をジャーナリストとして調べており、曽根原の別荘を訪ねた帰りに倫子と知り合う。
曽根原教授によって崖から落とされた慎也を手当てし、彼の存在を餌に倫子を誘き寄せ、彼女を自分の女にしようと企む。
慎也一筋の倫子に「変身人間は普通の人間と暮らす事は出来ない」「ぼうやは豹に変身するお前が疎ましくなる時が必ず来る」などと慎也との恋を諦めさせようとし、慎也に対しても当初は命令や力尽くといった形で倫子の傍から排除しようとしていた。
しかし倫子が街中で豹の姿を晒し、ピンチになるとすかさず助けに来たり、同じ女を愛する慎也とは倫子の行方を探す過程で手を組んだりと、利害関係が一致している時は味方になる事もあった。
度々起こる喀血から自身の命が残り少ないことを自覚しており、焦りからか倫子の意思を無視し、彼女を眠らせ強姦して妊娠させてしまう。
倫子の妊娠発覚後、曽根原に邪魔者として始末されそうになり、警察が豹捕獲に介入する中、変身した倫子もその場へ現れる。警察部隊の銃撃を体一つで受けるように倫子を庇い、自身は倫子以上の致命傷を負ってしまう。その後、慎也に倫子とお腹の子供を託し、爆薬を咥えて警察の注意を惹きつけた末に自爆するという最期を遂げた。
お世辞にも善人とは言えず、慎也も彼のことを嫌ってはいたが、小田切の覚悟による死を目にした際は涙した。劇中で判明している家族関係は母親と姉の2人だが、母親は33歳でこの世を去っている。
当初は「日下部（くさかべ）」という姓にする予定であったが、担当編集者の「読みづらい」という意見から変更になった。また、髪型を変え、まつ毛を取ると曽根原薫子と同じ顔になることがコミックスの余白描き下しで書かれている。
水島 麻衣（みずしま まい）
第2部の主人公。西陵学園高等部1年生の15歳で、1月28日生まれのみずがめ座。血液型はB型。身長164cm・体重49kg。
小田切と倫子の間に生まれた変身人間の純血種で、慎也に養女として育てられる。黒髪をショートヘアにしている活発な女の子で抜群の跳躍力を持ち、バスケットボールが得意。変身人間の痣はどこにも無い。
慎也と幼少期の麻衣の触れ合いは幼心に母親を求めるシーンや、慎也に肩車されながら海を見るシーンなどが部分的に描かれている。「ママ（倫子）は海で亡くなった」と慎也から聞かされており、倫子の形見である牙はペンダントとして彼に渡されて以来、肌身離さず身につけている。
当初は養父の慎也を異性として見ており想いを寄せていたが、物語の進行につれて従兄の暁生に信頼を寄せるようになり、相思相愛の関係となる。
純血種ゆえか倫子達には備わっていない超能力を有しており、赤ん坊時代に発揮した猫を呼び寄せる能力や、15年後に見せた怪力や建物を壊す力などが確認されているが、それらは可能性の片鱗に過ぎず、純血種の能力の可能性は未知数。小説版ではテレパシー能力を無意識に発動したり、曽根原たちが嗾けた猟犬を手懐け、逆に襲い掛からせるなどの能力も発揮している。
劇中では一度も変身していないが、倫子達と同様に感情が高ぶったり能力を発動する際は瞳が紫色になる。なお、作者のコメントによると彼女も変身能力は持っているとの事。
名前の由来は劇中で語られるように倫子の妹の舞子。
高階 暁生（たかしな あきお）
紫色の瞳と銀色の鬣をもつ黒豹に変身する変身人間であり、小田切の甥（小田切の姉の子供）。麻衣とは従兄妹同士にあたる。
西陵学園大学部に所属するバスケットボール部のエース。初登場時21歳で、8月2日生まれのしし座。血液型はO型。身長185cm・体重70kg。変身人間の痣は背中。
パワーは小田切に匹敵しており、倫子相手なら負けることはないが、相手が麻衣であるためパワー負けしている描写が多かった。
当初は一族のために仲間と共に麻衣を狙っていたが、一族を裏切ってからは麻衣と行動を共にし始め、彼女の強すぎる能力を抑制しつつ麻衣を狙う敵と戦うようになる。
倫子や小田切同様に度重なる変身で寿命が削られており度々喀血しているが、曽根原との取り引きで短命を治せる可能性を提示された際には「死んだほうがマシ」と最初は拒否。しかし麻衣が「生きてほしい」と心情を吐露した事で、麻衣と共に生きる事を決意する。
彼の名付け親は一族に当時在籍していた小田切。深い森から明け方に生還した事でそう名付けられた。

### その他の登場人物
尾崎 舞子（おざき まいこ）
倫子の妹。ショートヘアな女の子。生年月日や年齢は不明だが春に生まれており、制服を着て姉と違う学校に通っている事から中学生と思われる。
倫子が曽根原の下から逃げ出した後、曽根原が学校帰りの彼女を騙し、人質として奥多摩の別荘まで連れ去った。
曽根原は同じ姉妹なら彼女も変身人間の可能性があるとし、拷問にかけようとするが倫子によって逃がされる。
しかし逃げた先が獰猛な猟犬たちの庭であり、曽根原が猟犬たちをけしかけ、逃げ場のない中、倫子の目の前で舞子は食い殺されてしまう。
遺体は倫子の手により別荘から離れた場所へと埋葬されたが、その後どうなったのかは不明。
舞子の死により倫子は曽根原を明確な敵と認識し、復讐を誓うようになるが、劇中の倫子は「舞子を巻き込み、死に追いやったのは私だ」などと自分を責めたり、負い目を感じている場面もある。
倫子の父（りんこのちち）
倫子と舞子の父親。下の名前は原作・小説版ともに不明だが、ドラマ版では巧介。変身人間と関わりのない普通の父親だが倫子と舞子が立て続けに行方不明になった事で憔悴する。
劇中、倫子は一度家に戻っているが、元の生活に戻れない事に悩み苦しむ倫子が再度家を飛び出した後、彼女と再会する事は二度と無かった。
倫子が変身人間である事も最後まで知らないままだったが、第1部の最後では慎也と幼い麻衣を見守る姿が描かれている。第2部には登場しない。
小説版では倫子が家に戻る事はないが、倫子編終盤で曽根原に捕らわれた人質として再登場。倫子達が逃げる隙を作るため、抵抗したが曽根原に銃撃され命を落とす。
倫子の母（りんこのはは）
倫子と舞子の母親。下の名前は原作・小説版ともに不明だが、ドラマ版では眞樹子。
劇中では既に故人であり、物語が始まる2年前に病気で亡くなっている。享年35。
小田切が倫子の母の詳細を聞いた際には「俺の母も早くに亡くなった」と短命種の共通点を示唆する言葉をつぶやいており、曽根原は倫子の変身人間としての血は母親からの遺伝だと自身の研究データから言及している。
回想と尾崎家の写真でのみ登場しており、原作と小説版において彼女が喋るシーンはない。
曽根原教授（そねはらきょうじゅ）
曽根原薫子の父親であり、大学の元教授。下の名前は原作・小説版ともに不明だが、ドラマ版では重治。
変身人間の研究をしていたが学会から認められず左遷。全てを呪いながら焼身自殺を図ろうとし、薫子によって止められたが全身に大火傷を負う。医者（松浦浩介）により一命は取り留めたが、変身人間の存在を認めない連中への怨みつらみは消えず、別荘の地下で彷徨う様に生きている。
別荘を訪れた倫子を変身人間のサンプルとして扱い、自分勝手に採血したりと、彼の行動原理は変身人間の事だけになってしまっている。慎也が変身した倫子を庇って銃撃を受けた後、逆上した倫子に襲われ死亡。
小説版では話すらままならなかった原作とは異なり、会話ができ、焼身自殺も図っていないが、学会の連中を見返そうとする点は同じとなっている。
最初は紳士を装いながら変身人間を救うと称して倫子に近づき、拷問にかけようとするが、倫子が逃げた後は人が変わったように逆上し、丸腰の慎也を平気で撃つなど非道な行為に走る。最後は変身した小田切に襲われ、見るも無残に殺された。
倫子のクラスメイト（りんこのくらすめいと）
倫子のクラスメイトであり友人。劇中で確認できるのは全員女性であり、その内の1人がまゆみという名前で呼ばれている事以外は不明。
倫子とは軽口を言い合えるほどの仲だったが、逃亡生活を余儀なくされた倫子が元の高校生活に戻る事は無かったため、出番が1巻だけと極めて少ない。
ドラマ版ではクラスメイトの設定が一新されており、まゆみという名前のクラスメイトは登場していない。
吉岡（よしおか）
慎也と同じく私立白陽高等学校3年生で、慎也と対立する不良グループの番長。吉岡自身の下の名前は不明だが、仲間の1人は秀雄（小説版では秀男）という名前で呼ばれていた。
グループの仲間へ入ろうとせず、自分をこけにした慎也への腹いせとして倫子を倉庫へと連れ去り、仲間と共に強姦しようとするが、倫子が変身人間として目覚めてしまい、仲間と共に惨殺される。
この事件の裏では曽根原が吉岡達を唆しており、倫子が変身人間として覚醒する様を直接確認しようとしていたが、吉岡達が一足早く行動してしまった事から失敗に終わった。
用務員（ようむいん）
白陽高校で用務員を務める初老の男性。名前は不明。
曽根原教授の代から曽根原家に仕える使用人でもあり、助けを求めてやって来た倫子を捕縛する。その後、実験の過程で変身した倫子に殺された。
小田切の仲間（おだぎりのなかま）
小田切がコテージへ呼び集めた仲間。3人いるが各々の名前は不明。
倫子が本当に変身人間なのかを試すため、コテージ内の彼らに無理やり襲わせるが恐怖心により変身した倫子に殺された。小説版とドラマ版には登場しない。
村田夫妻（むらたふさい）
倫子達が小田切のコテージから抜け出し、下山する途中で出会ったキャンパー夫婦。夫の下の名前は不明だが、妻の下の名前は由美。
怪我を負ったままの慎也を病院へ連れて行くべく、倫子達と下山するが追って来た小田切に邪魔者として殺害される。小説版とドラマ版には登場しない。
シバ（しば）
尾崎家の隣人の家で飼われている犬。尾崎家の庭と隣接する敷地内に小屋がある。
かつては倫子にも懐いていたが、変身人間として目覚めた倫子の豹の血を嗅ぎ取り、彼女へ襲い掛かってしまう。
襲って来たシバを倫子は豹としての本能が赴くまま首を締め上げ、息の根を止めようとするが、慎也と倫子の父が現れた事で我に返り、シバを放す。
直後にシバへ謝るが、気が付いたシバは倫子に怯え、隣人の敷地内へと逃げ去った。小説版とドラマ版には登場しない。
松浦浩介（まつうら こうすけ）
断崖に建てられた家にて1人で医者を営む男。曽根原曰く、もぐりの医者だが腕は確かであり、金さえ積めばどんな治療も黙って引き受けるとの事。
曽根原教授が焼身自殺を図り、大火傷を負った際も口止め料を上乗せする事で彼が治療を請け負った。
倫子の体に残された銃弾の摘出から麻衣の出産まで立ち合い、訳ありと見て曽根原を定期的にゆすろうとしたが曽根原に毒を盛られ、死亡。
彼の死体は曽根原の手により海へと遺棄された。小説版とドラマ版には登場しない。
神父（しんぷ）
海の見える街にある教会を管理する神父。名前は不明。
夜間に来訪した倫子達を咎める事なく受け入れる。なお、倫子達の事は親から結婚を反対されて赤ん坊と一緒に駆け落ちしているものと思っていた。
慎也が倫子と結婚式を挙げる時は快く衣装を提供するなど人当たりも良いが、倫子達の事を心配するあまり、医者（松浦浩介）の車内に残された名刺に書かれた電話番号へ電話してしまい、松浦宅に戻っていた曽根原に居場所を知らせてしまう事になる。
倫子と共に薬草を摘みにいく最中、曽根原の手による落石に遭い、倫子をかばうようにして命を落とす。小説版には登場しない。なお、ドラマ版にも神父は登場しているが原作における彼とは別人。
榊会長（さかきかいちょう）
表向きは東日本重工をまとめる会長だが、裏では変身人間の血を継ぐ一族の代表を務めている男性。下の名前は不明。
純血種は一族を滅ぼすというしきたりから、小田切と倫子の間に出来た麻衣を危険視しており、曽根原と手を組んで彼女を狙う。
麻衣の抹殺に失敗した後も、同時期に一族を抜けた暁生共々始末しようとするが、曽根原の裏切りにより会長および代表を失脚させられ、計画が崩れていく。
監禁されていたところを麻衣に助け出された事で、曽根原の部下による麻衣への脳手術を寸でのところで阻止したり、麻衣達を海外へ逃亡させる計画を練るが、計画当日に曽根原の手にかかり殺された。
第1部では一族に関する人物は一切出て来ていないが、一族を無断で抜けた小田切の動向は離れて監視しており、崖から落ちた倫子と曽根原を人知れず回収したのは彼ら一族の手によるものだと後に判明している。
小説版では倫子編の段階で曽根原が一族と手を組んでいるが、榊会長自身は麻衣編から登場する。口調は原作と異なり紳士風だが、一族に害をなすのであれば誰であろうと容赦しない点は同じで、麻衣達の事は例え海外に逃げようが追い続けると宣言している。
曽根原とは表面上は手を組んでいるものの見解の相違により敵対。半ば麻衣達の味方をする形で曽根原とケリを付けようとするがクローン暁生により仲間を殺され、自身は致命傷を負う。麻衣によって助け出され病院に運ばれる形で一命は取り留めたが、その後どうなったかは不明。
ドラマ版では企業名がパイレル・コーポレーションに変更されている。麻衣達を狙う件も概ね原作と同じだが彼らの出番は10話に集約されており、それ以後は曽根原が中心となっているため出番が大幅に削られている。
曽根原との最終決戦後に彼の率いる一族がどうなったのかは、どの媒体でも語られていない。
榊会長の秘書（さかきかいちょうのひしょ）
榊会長の秘書を務める男性。名前は不明。原作では暁生と幼なじみの関係にある。
生前の榊会長が計画した麻衣達の海外逃亡の手筈を彼に代わって整えており、麻衣に海外発のチケットを手渡すのと同時に彼女を見送った。
彼の行動理由は原作と小説版で異なり、原作では暁生が麻衣との幸せを望んでいると思ったからであり、小説版では倫子や麻衣の境遇に同情したからとなっている。ドラマ版には登場しない。
水島先生（みずしませんせい）
小説版オリジナルキャラ。海辺の小さな街の岬で水島医院を経営している。下の名前は不明で、挿絵に彼の容姿は描かれていない。
慎也の父親の弟（叔父）にあたり、医大の研究者から一度牧師へと転じ、妻を亡くした後は再び医師に戻ったという経歴を持つ。水島医院の裏に建てられたチャペルも管理しており、牧師として倫子達の結婚式を執り行った。
慎也から強く信頼されており、慎也達が頼って来た際には事情を全て聞いた上で彼らを暖かく迎え入れた。倫子の事は普通の人間として、おどけながらも心優しく接する。麻衣の出産に立ち会い、2人の検査や診察の過程で短命種の治療法を見つけ出したが実行には至らなかった。
倫子達3人と岬の近くでピクニックをしている最中、曽根原たちが来襲。曽根原に単身説得を試みるが聞き入れられず、倫子達を逃がす途中で曽根原に銃撃され命を落とした。
クローン暁生（くろーんあきお）
小説版オリジナルキャラ。曽根原が暁生の遺伝子を元に作り出した変身人間のような生物兵器。
挿絵に彼の容姿は描かれていないが、クローンというだけあって暁生とそっくりな見た目をしている模様。
会話も可能だが、性格は暁生と違って粗暴。他者を痛めつけ殺める事も厭わないという、作り手の曽根原とよく似た残忍さも併せ持っている。
本物の暁生のように黒豹に変身できるがクローンのためか不完全であり、麻衣と暁生によって倒された後は原形を留めていない姿と化す。最後は曽根原に失敗作として始末された。

## イメージアルバム
闇のパープルアイ
- LP・カセット/LB28-5008 CD/LD32-5008 東芝EMI 1986年03月20日 2800円
- CD/TYCY-5242　1993年1月27日　EMIミュージック・ジャパン
- サウンド・プロデュース：新田一郎
- 作曲 新田一郎
- 作詞 Linda Hennrick
- 歌 山際祥子／デレク・ジャクソン／関まゆみ

収録曲
A
MEMORY OF BLOOD
TELL HER TONIGHT
BROTHER PRIDE
BLUE FIRE
KIZUNA・SECRET
B
ALL BY MYSELF
SHADOW RHYTHM
BACK TO YESTERDAY
PURPLE DESTINY
闇のパープルアイ PART-2
- LP・カセット/LB28-5032 CD/LD32-5032 東芝EMI 1987年02月25日 定価2800円
- CD　TYCY-5276 1993年1月27日 EMIミュージック・ジャパン 1942円
- サウンド・プロデュース：新田一郎
- 作曲 新田一郎
- 作詞 Linda Hennrick
- 歌 山際祥子／デレク・ジャクソン

収録曲
A
DESTINY AGAIN
MYSTERIOUS PURPLE
MY DEAR
DON'T FIGHT THE FEELING
B
NEVER LOOK BACK
ALL FOR YOU
LAST CHANGE
MY ONE AND ONLY

## アニメ（ミュージックビデオ）
1987年頃OVAとしてアニメ化された。
後述のイメージアルバムに収録されたイメージソングに原作の名場面をアニメ化した映像をつけたミュージックビデオ（30分）であり、ドラマパートはない。

## カセットブック
『闇のパープル・アイ 小学館コミック・カセットブック』のタイトルで、1988年4月25日に小学館より発売。
A面28分56秒、B面24分59秒。

### キャスト（カセットブック）
- 尾崎倫子 - 三田ゆう子
- 水島慎也 - 堀川亮
- 舞子[29] - 柴田由美子
- 曽根原薫子 - 戸田恵子
- 女子生徒 - 冬馬由美
- グループA - 大川謙一
- 吉岡 - 掛川裕彦
- 用務員 - 佐藤正治
- ナレーター - 石原良

### スタッフ（カセットブック）
- 製作・発売 - 小学館
- 原作 - 篠原千絵
- 脚本 - 阿見宏介
- 出演 - 鈴木久尋
- 音楽 - 樫原伸彦
- 音楽制作協力 - (株)ユーメックス
- 効果 - 玉井利雄
- 音響製作 - (株)青二企画
- 製作 - (株)オービー企画
- テープ製造 - ＴＤＫ

## 小説
中池葉がノベライズを行い、小学館パレット文庫から刊行された。タイトルは『小説闇のパープル・アイ』。全6巻。
第1巻から第3巻までが倫子編、第4巻から第6巻までが麻衣編となっている。物語は原作をベースにしているが、キャラの設定や話の展開は所々異なっており、原作にいないキャラも登場する。挿絵は全て原作単行本からの流用。
1. 1991年8月出版 ISBN 978-4094201215
2. 1991年11月出版 ISBN 978-4094201222
3. 1992年2月出版 ISBN 978-4094201239
4. 1992年6月出版 ISBN 978-4094201246
5. 1992年8月出版 ISBN 978-4094201253
6. 1992年11月出版 ISBN 978-4094201260

## テレビドラマ
テレビ朝日月曜ドラマ・イン枠で放送。1人目の主人公の倫子と曽根原薫子との戦い、そして倫子の高校生活を重点に置かれているため、2人目の主人公の麻衣のエピソードが大幅にオミットされている（全11話中、僅か2話半のみ）。平均視聴率9.6％だった。
2011年6月13日から8月22日までCS専門チャンネル・チャンネルNECOにて放送されていた。VHSおよびDVDの販売は2023年現在に至るまで確認されておらず、ネット配信もされていない。ネットオークションなどで入手できるVHSやCDなどは、全て前述のイメージアルバム関連品である。

### キャスト（テレビドラマ）
- 尾崎倫子 - 雛形あきこ

変身人間の少女。慎也や友人達と共に普通の高校生活を送っていたが、変身人間の血が目覚めてからは非日常な生活に身を置く事になる。父・巧介の影響からかドラマ版ではバスケ部に所属している。
17年後では慎也と生きたまま再会を果たしており、僅かながらではあるものの平穏な生活へと戻れたが、曽根原に攫われてしまった麻衣を助ける為、慎也と共に最後の戦いへ向かう。
救出の途中で慎也を失い、炎の中で彼の遺体と共に生涯を終えたかのように思われたが、麻衣と曽根原の最終決戦に息も絶え絶えの状態で現れ、麻衣に代わって曽根原へ致命傷を負わせる。
最後は曽根原の仕掛けた爆弾の起爆前に麻衣を逃がし、自身は爆発に巻き込まれて死亡。これにより曽根原との母娘二代に渡る戦いは幕を閉じた。
- 水島慎也 - 加藤晴彦→羽場裕一（17年後）

倫子の幼なじみであり恋人。変わっていく倫子を軽蔑する事なく一途に愛する。高校では倫子と同じく、バスケ部に所属。
麻衣の養父であり、17年後では医者をする傍らで変身人間の短命を治す研究をしていた。
短命種を治す血清の作成方法をいち早く発見し、倫子と生きたまま再会を果たせたが、同僚の裏切りにより血清は曽根原の手に渡ってしまう。
攫われた麻衣を救出する過程で曽根原に銃撃され、死の間際に曽根原から奪い返した血清と麻衣の事を倫子に託して息絶える。
- 曽根原薫子 - 中村あずさ

倫子達の高校にやってきた生物担当の教師で、密かに変身人間の研究をしている。
最初こそ倫子たちに友好的だったが、倫子が変身人間である事を知ると手段を問わず狙い始める。
なお、父の一件があるまでは獣医を目指しており「変身人間のことがなければ、獣医として過ごしていたかも」と平穏な日々を求めていた台詞を口にしたこともあった。
17年後では一族と手を組んで倫子を捕らえ、麻衣を狙う。最終決戦で倫子に致命傷を負わされ、仕掛けていた爆弾に自らも巻き込まれて死亡した。
- 森島由佳 - 浜﨑あゆみ

ドラマ版オリジナルキャラ。倫子達のクラスメイトで友人。倫子や慎也との付き合いは長く、遠慮せず話し合える仲。バスケ部に所属。
8話で曽根原の姪である事が判明し、敵となったが、倫子の説得によって心を動かされ、曽根原から倫子の始末を任された事で倫子の友達として曽根原を裏切る。
倫子と麻衣を先に逃がし、自身は曽根原の追跡を阻むべく彼女と揉み合いになるが、崖から突き落とされ死亡した。
- 緑川園子 - 榎本加奈子

ドラマ版オリジナルキャラ。倫子達の後輩で、舞子とは同学年のクラスメイト。学園内外を問わず頻発する殺人事件から変身人間について興味が沸き、倫子がその変身人間ではないかと、彼女に嫌味を言いながら鎌をかけたり、舞子や慎也へも問いただす。
慎也に好意を抱いており、彼の恋人である倫子や、その子供の麻衣を疎ましく思っている。
しかし麻衣と触れ合った事で心境の変化が生じ、9話で倫子と和解。変身人間について探りを入れる事を止め、慎也に倫子の事を任せ、身を引く。17年後には登場しない。
- 水島麻衣 - 京野ことみ

倫子と慎也（実父は小田切）の娘。名前は原作同様、倫子が妹の舞子にちなんで付けた。
設定は原作と概ね同じではあるが、第二部が大幅に短縮化されている事から捕まるシーンが多い。
最終決戦後は暁生と共に安住の地を求め、海外へと旅立った。
- 小田切貢 - 唐渡亮

変身人間の男性で黒豹に変身する。フリーのジャーナリストであり、曽根原に警告という形で倫子には関わらないよう幾度となく脅迫する。
同じ変身人間の倫子に興味を持ち、時に倫子を助けながらも、邪魔になる者は一般人であろうと容赦なく手にかけていた。
身を寄せて来た倫子の体を無理やり奪い妊娠させたが、「体は奪えても心は奪えなかった」と慎也に自らの預金通帳と共に倫子を託す。
その後、曽根原の罠により集まった警察の目を一手に引きつける為、黒豹に変身し炎の中へと消えていった。
- 高階暁生 - 東根作寿英

小田切と同じく変身人間の男性で黒豹に変身する。一族から抜け出し、麻衣達の味方となる。
ドラマ版では黒豹に変身して麻衣の敵と戦うシーンが少なく、曽根原に何度も捕まってしまっている。
テレビの生中継で変身を公開されそうになり、麻衣に助けられたが、倫子から託された血清を麻衣から受け取った後は原作と異なり、麻衣と曽根原の最終決戦に現れる事は無かった。
最終決戦後は麻衣と共に安住の地を求め、海外へと旅立った。
- 尾崎舞子 - 山口紗弥加

倫子の妹。倫子達と同じ高校に通っており、原作では少なかった倫子や父親（巧介）と会話する場面が増えている。
姉思いだが、姉が自分に対して何かを隠し続けている事に疑念を抱き始め、そこを曽根原に付け込まれてしまう。
5話で曽根原の手にかかり、目の前で変身した倫子に助けられたが、人間へ戻った倫子に謝りながら命を落とす。
- 副島紀子－田中有紀美

ドラマ版オリジナルキャラ。倫子達のクラスメイトで友人。17年後には登場しない。
- 谷口裕介 - 青木伸輔

ドラマ版オリジナルキャラ。倫子達のクラスメイトで友人。
由佳へ好意を持っており、由佳の恋人を自称している。8話で由佳の遺体を発見した際は駆け寄り、泣いて悲しんだ。17年後には登場しない。
- 山崎淳史 - 井澤健

ドラマ版オリジナルキャラ。倫子達のクラスメイトで友人。17年後には登場しない。
- 平田清 - 布川敏和

ドラマ版オリジナルキャラ。倫子達の担任教師でありバスケ部の顧問。
9話では長期休学していた倫子と慎也が無事卒業できるよう、学校側に病欠として取り計らっていた。17年後には登場しない。
- 曽根原重治 - 中田博久

薫子の父親。3話に登場。薫子の自宅に住んでおり、地下の下水道を経由する事で倫子達が通う高校へと現れた。
変身人間の研究を一切認めなかった学会の連中への憎悪が強く、捕らえた倫子を通して学会の連中を見返そうと企む。
その途中、変身した小田切が現れ、彼に致命傷を負わされて死亡した。
原作と同じく過去に焼身自殺を図っており全身に火傷を負っているが、この出来事については薫子の回想内でのみ触れられている。
- 尾崎眞樹子 ‐ 筒井真理子

倫子と舞子の母。享年38の故人であり、2話の回想シーンと尾崎家の家族写真でのみ登場。
彼女が生前に育てていた花は原作ではセントポーリアだったが、ドラマ版ではゼラニウムに変更されている。
父・巧介との会話を経て、その花言葉が決意である事を知り、倫子は変身人間の運命と戦う事を決める。
- 尾崎巧介 - 布施博

倫子と舞子の父。原作では希薄だった倫子や舞子との家族関係が補完されており、慎也との対話も増えている。
大学時代までバスケットボールを嗜み、幼少期の倫子や慎也などとバスケでよく遊んでいたという設定も追加されており、慎也がバスケを始めるきっかけを作った。
変身人間という秘密を隠し続ける倫子や、小田切に妊娠させられた倫子を庇った慎也に手を出すこともあるが、親心からの心配によるものであり、実際は倫子達の事を誰よりも強く思っている。
9話で倫子達を尾崎家へ連れ戻した後は「もう何も聞かない」と彼なりに妥協し、麻衣との触れ合いを通して家族として生きていく事を決意する。
しかし倫子達が高校へ行っている間、密かに尾崎家を訪れた曽根原に真実を告げられ、動揺している最中にナイフで刺され麻衣を奪われてしまう。直後に帰宅した倫子により病院へ搬送されたが帰らぬ人となった。

### スタッフ
- 脚本：田辺満、武上純希
- 監督：辻野正人、中西健二、大井利夫
- プロデューサー：五十嵐文郎・杉山登（テレビ朝日）、手塚治・角田朝雄（東映）
- 音楽：本間勇輔
  - オーケストレーション：丸山和範
- 制作：東映

### 主題歌
- 「DARK HALF〜TOUCH YOUR DARKNESS」（Iceman）

### サブタイトル
| 各話                                                     | 放送日         | サブタイトル               | 脚本     | 監督     | 視聴率 |
| -------------------------------------------------------- | -------------- | -------------------------- | -------- | -------- | ------ |
| 第1回                                                    | 1996年 7月01日 | 私は豹だ!?少女が知った運命 | 田辺満   | 辻野正人 | 11.2%  |
| 第2回                                                    | 7月08日        | 檻の中の豹少女!            | 田辺満   | 辻野正人 | 12.1%  |
| 第3回                                                    | 7月15日        | 幽霊学園の恐怖!!           | 武上純希 | 中西健二 | 7.8%   |
| 第4回                                                    | 7月22日        | 黒豹のプロポーズ           | 田辺満   | 大井利夫 | 8.6%   |
| 第5回                                                    | 7月29日        | 襲われた妹舞子!!運命の死…  | 武上純希 | 大井利夫 | 9.7%   |
| 第6回                                                    | 8月05日        | 復讐の女豹!!               | 田辺満   | 辻野正人 | 7.6%   |
| 第7回                                                    | 8月12日        | 女豹倫子の妊娠!            | 武上純希 | 辻野正人 | 6.5%   |
| 第8回                                                    | 8月19日        | 涙のウエディングドレス!    | 田辺満   | 大井利夫 | 8.1%   |
| 第9回                                                    | 8月26日        | 倫子の死!そして17年後      | 田辺満   | 中西健二 | 11.3%  |
| 第10回                                                   | 9月02日        | 生きている倫子!?悲しい再会 | 武上純希 | 辻野正人 | 10.8%  |
| 最終回                                                   | 9月09日        | 倫子の最期!そして旅立ち…   | 田辺満   | 大井利夫 | 11.4%  |
| 平均視聴率9.6%（視聴率は関東地区・ビデオリサーチ社調べ） |                |                            |          |          |        |

### ネット局
| 放送対象地域  | 放送局           | 系列           | 備考               |
| ------------- | ---------------- | -------------- | ------------------ |
| 関東広域圏    | テレビ朝日       | テレビ朝日系列 | 制作局             |
| 北海道        | 北海道テレビ     | テレビ朝日系列 |                    |
| 青森県        | 青森朝日放送     | テレビ朝日系列 |                    |
| 宮城県        | 東日本放送       | テレビ朝日系列 |                    |
| 秋田県        | 秋田朝日放送     | テレビ朝日系列 |                    |
| 山形県        | 山形テレビ       | テレビ朝日系列 |                    |
| 福島県        | 福島放送         | テレビ朝日系列 |                    |
| 新潟県        | 新潟テレビ21     | テレビ朝日系列 |                    |
| 長野県        | 長野朝日放送     | テレビ朝日系列 |                    |
| 静岡県        | 静岡朝日テレビ   | テレビ朝日系列 |                    |
| 石川県        | 北陸朝日放送     | テレビ朝日系列 |                    |
| 中京広域圏    | 名古屋テレビ     | テレビ朝日系列 |                    |
| 近畿広域圏    | 朝日放送         | テレビ朝日系列 | 現・朝日放送テレビ |
| 広島県        | 広島ホームテレビ | テレビ朝日系列 |                    |
| 山口県        | 山口朝日放送     | テレビ朝日系列 |                    |
| 香川県 岡山県 | 瀬戸内海放送     | テレビ朝日系列 |                    |
| 愛媛県        | 愛媛朝日テレビ   | テレビ朝日系列 |                    |
| 福岡県        | 九州朝日放送     | テレビ朝日系列 |                    |
| 長崎県        | 長崎文化放送     | テレビ朝日系列 |                    |
| 熊本県        | 熊本朝日放送     | テレビ朝日系列 |                    |
| 大分県        | 大分朝日放送     | テレビ朝日系列 |                    |
| 鹿児島県      | 鹿児島放送       | テレビ朝日系列 |                    |
| 沖縄県        | 琉球朝日放送     | テレビ朝日系列 |                    |

### 原作とテレビドラマの違い
- 倫子と慎也の年齢・高校の服装
  - 原作→倫子は高校1年生、慎也は高校3年生。私服。
  - ドラマ→2人とも高校3年生であり、クラスも同じ。制服[38]。
- 舞子の最期
  - 原作→倫子の目の前で犬たちに食い殺される。遺体は別荘から離れた場所に倫子が埋葬。
  - ドラマ→特殊な水槽で溺死しかける。倫子が変身して助け出すも、結局溺死してしまう。その後、6話の冒頭で彼女の葬儀が行われた。
- 倫子の逃亡生活
  - 原作→一時期自宅へ戻ったが、元の生活には戻れないまま自宅を飛び出し、逃亡生活を続行。倫子が曽根原と共に崖から落ちた事でおよそ1年に渡る逃亡生活は幕を閉じた。
  - ドラマ→時折自宅や高校に戻っているが、曽根原から逃れるように断続的に逃亡を続ける。9話で町医者の連絡により迎えに来た巧介に連れ戻された事で逃亡生活は終了した。
- 倫子と慎也の結婚式
  - 原作→倫子・慎也・神父の3人だけで他の参列者は無し。麻衣は部屋で寝かせており、その場に不在。
  - ドラマ→麻衣が一緒にいる事に加え、倫子の友人達も駆け付け、彼らにも見守られながら結婚式を挙げる[39]。
- 17年後の倫子と慎也
  - 原作→慎也は倫子とはあと少しのところで再会できず、倫子は慎也の遺体に会うだけとなった。
  - ドラマ→生きたまま再会を果たし、親子3人と暁生でピクニックに行ったりする。その後、曽根原にさらわれた麻衣を救出しに行くが倫子に血清と麻衣の事を託しながら慎也は息を引き取る。
- 倫子の最期
  - 原作→慎也が命を落とした後、倫子は暁生に麻衣の事を託して焼け死んでしまう。
  - ドラマ→ビルの屋上で曽根原に致命傷を負わせ、麻衣を屋上から逃がした後、曽根原の仕掛けた爆弾の爆発によって死亡。
- 短命種を治す血清
  - 原作→慎也の死亡後、曽根原が自身の研究データと慎也宅から盗んだ研究データを照らし合わせて作成。血清の使用者は暁生で、曽根原と取引をした上で彼女の手を介して打たれている。
  - ドラマ→慎也が一人で作成方法を見つけ出し同僚に作らせるが、その同僚は曽根原の部下であった事から作成した血清は曽根原の手に渡ってしまう。慎也は倫子に使わせようと奪い返した血清を倫子に託すが、倫子は自分ではなく暁生に使って欲しいと血清を麻衣に託した。この血清は後に麻衣から暁生に渡されたため、使用者は暁生。
- 暁生の存在価値
  - 原作→小田切の甥であり、恋人である麻衣を守って曽根原に止めを刺す。
  - ドラマ→小田切の甥という設定は無くなっている。最終回では曽根原に誘拐されてTVの生中継で変身を公開されそうになったのを麻衣に助け出されるが、曽根原への止めは倫子が行っている。

### 制作
倫子らの変身描写にはCGやビデオ合成が用いられた。
特殊メイクや変身後の豹の造型は、前番組『イグアナの娘』から引き続き高柳祐介が担当した。豹の造形物は頭部などにメカを内蔵したものと投擲用の二種類を使い分けている。毛皮には通常のボアでは毛先が立ってしまうためアナグマの毛皮が用いるなど質感にこだわって制作されたが、そのため完成が遅れて第3話からの登場となった。
| テレビ朝日系 月曜ドラマ・イン            | テレビ朝日系 月曜ドラマ・イン                | テレビ朝日系 月曜ドラマ・イン                |
| 前番組                                   | 番組名                                       | 次番組                                       |
| ---------------------------------------- | -------------------------------------------- | -------------------------------------------- |
| イグアナの娘 （1996年4月15日 - 6月24日） | 闇のパープル・アイ （1996年7月1日 - 9月9日） | イタズラなKiss （1996年10月14日 - 12月16日） |

## ドラマCD
『闇のパープル・アイ -慎也と小田切篇-』のタイトルで、2013年9月25日に映劇より発売。
原作における第1部の名場面を慎也や小田切の視点で描いている。
- TRACK

1.【序章】
2.【覚醒】
3.【変態】
4.【邂逅】
5.【流転】
6.【変転】
7.【赫奕】
8.【紡命】
9.【爆炎】
10.【契鎖】
11.【終章】
12.【CAST TALK】

### キャスト（ドラマCD）
- 尾崎倫子 - 佐藤利奈
- 水島慎也 - 立花慎之介
- 小田切貢 - 星野貴紀
- 曽根原薫子 - 本名陽子
  - 尾崎舞子 - 本名陽子[42]
- 警察官ほか - 佐藤友啓
- 神父ほか - 山本兼平
- 不良ほか - 米田基祐

### スタッフ（ドラマCD）
- 企画・製作 - 映劇株式会社
- 原作 - 篠原千絵『闇のパープル・アイ』（小学館文庫刊）
- 構成・脚本 - 土橋郁哉（実相寺組）
- 企画 - 豊陽子
- プロデューサー - 今西善昭・平田成美
- 協力プロデューサー - 三井洋子
- 音響監督 - 高桑一
- 選曲 - 鈴木潤一朗
- 音響効果 - 和田俊也
- 録音調整 - 清本百合子
- スタジオ - スタジオマウス
- 音響製作 - STUDIO MAUSU
- 音響製作担当 - 大坪絢
- 装丁デザイン - CO2
- プロダクション・スーパーバイザー - くのつとむ
- 製作 - 庄司清彦
- 協力 - 小学館
- 開発 - 公野研究室（文京学院大学）
  - 東貴和子・小柳千青・平野菜美子・平野文菜・森川泉・吉田紫麻